# Тавлы
 Тавлы  — село в Зырянском районе Томской области, Россия. Входит в состав Высоковского сельского поселения.

## География
Село располагается на юге Зырянского района, примыкая к центру поселения — пос. Высокое. Протекает река Кубидат, в которую с противоположной от села стороны впадает речка Штыра.

## Население
| 2002 | 2010 | 2012 | 2013 | 2014 | 2015 | 2016 |
| ---- | ---- | ---- | ---- | ---- | ---- | ---- |
| 71   | ↘21  | ↘20  | →20  | ↘19  | →19  | →19  |
| 2021 |      |      |      |      |      |      |
| ↘1   |      |      |      |      |      |      |

## Инфраструктура
Объекты социальной сферы находятся в пос. Высокое, среди них: фельдшерско-акушерский пункт, средняя общеобразовательная школа, Дом культуры и библиотека.

## Транспорт
Проходит дорога, ответвляющаяся в районе Богословки от трассы Зырянское — Тегульдет.